# Hotel California
"Hotel California" é a faixa-título do álbum Hotel California dos Eagles, lançada como single em fevereiro de 1977. Foi composta por Don Felder, Don Henley e Glenn Frey. A gravação original da música apresenta Henley como vocalista principal e termina com um icônico dueto de guitarra executado por Felder — com uma guitarra Gibson EDS-1275 de braço duplo — e Joe Walsh — com uma Fender Telecaster — que intercalam o solo antes de harmonizar e tocar arpejos juntos. A letra da música inspirou uma diversidade de interpretações por fãs e críticos. Os próprios Eagles descreveram-na como sua "interpretação da vida nobre em Los Angeles ". No documentário History of the Eagles de 2013, Henley afirmou que a música era sobre "uma jornada da inocência à experiência ... isso é tudo."
"Hotel California" é a música mais conhecida da banda. Em 1998 sua longa coda de guitarra foi eleita o melhor solo de guitarra de todos os tempos pelos leitores da revista britânica Guitarist. A canção foi premiada com o Grammy de Gravação do Ano em 1978. A Rolling Stone a classificou como número 49 em sua lista das "500 Melhores Músicas de Todos os Tempos". Aclamada comercialmente, "Hotel California" liderou a Billboard Hot 100 durante uma semana, em maio de 1977, e alcançou boas colocações em diversas paradas internacionais. Três meses após seu lançamento, recebeu a certificação Ouro da Recording Industry Association of America (RIAA). Em 2009, após a venda de um milhão de unidades, recebeu a certificação de Platina da RIAA.
Desde o seu lançamento, "Hotel California" foi regravada por muitos artistas. Julia Phillips propôs adaptar a música para um filme, mas os integrantes dos Eagles não gostaram da ideia, que nunca se concretizou. Os Eagles apresentaram "Hotel California" mais de mil vezes ao vivo; depois de "Desperado" e "Take It Easy", é a terceira música mais tocada da banda. Até o final de 2021, "Hotel California" foi interpretada 2 204 vezes por 167 artistas diferentes. Isso inclui 1 057 apresentações pelos Eagles. Don Felder e Don Henley fizeram apresentações solo 202 e 187 vezes, respectivamente.

## História

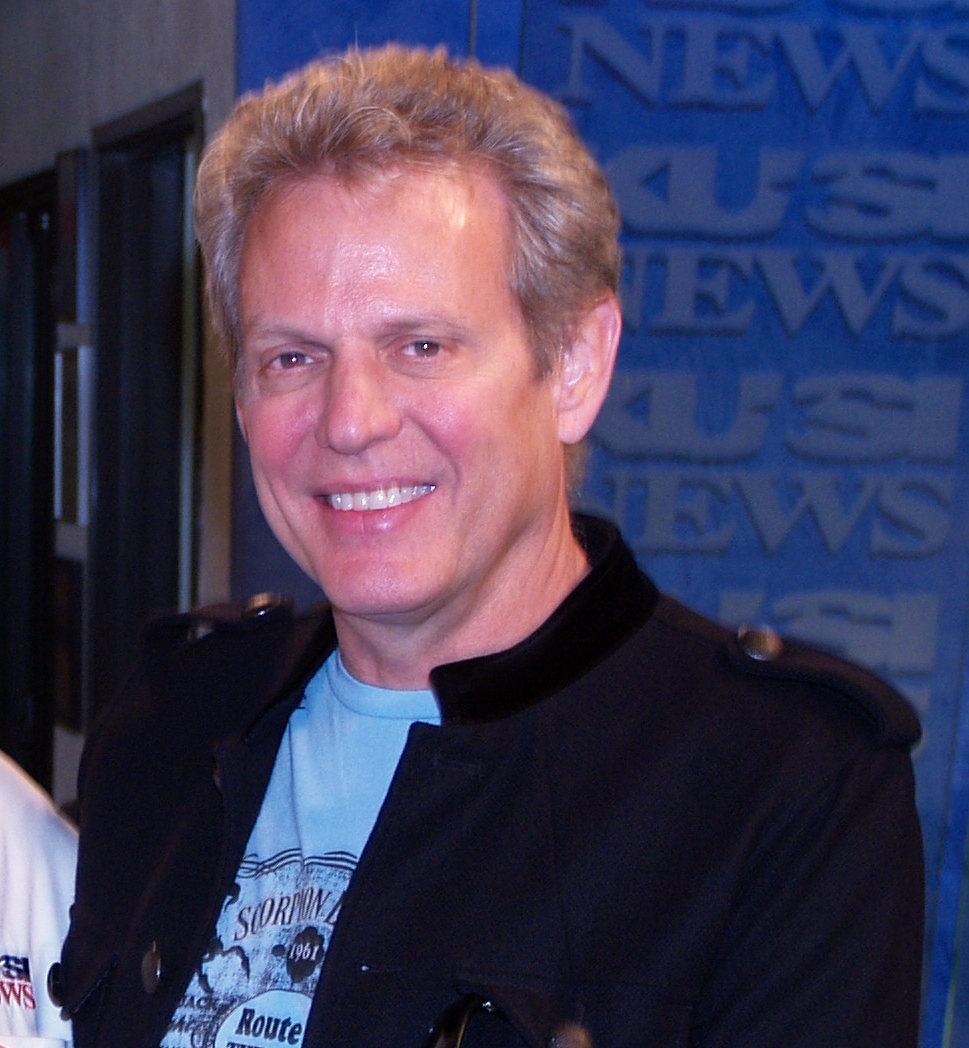
Don Felder compôs a melodia de "Hotel California".

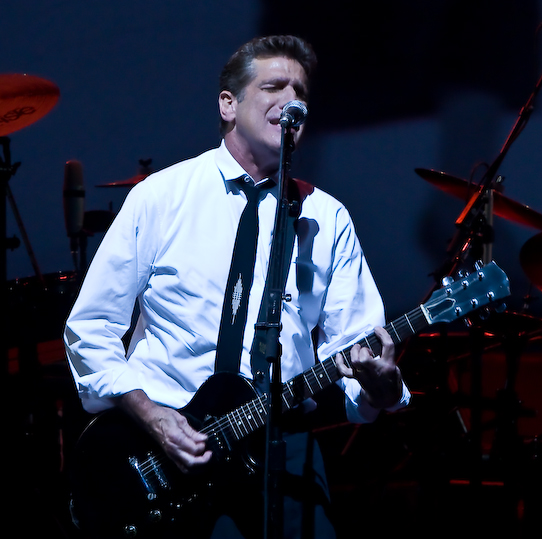
Glenn Frey desenvolveu o esboço de "Hotel California".

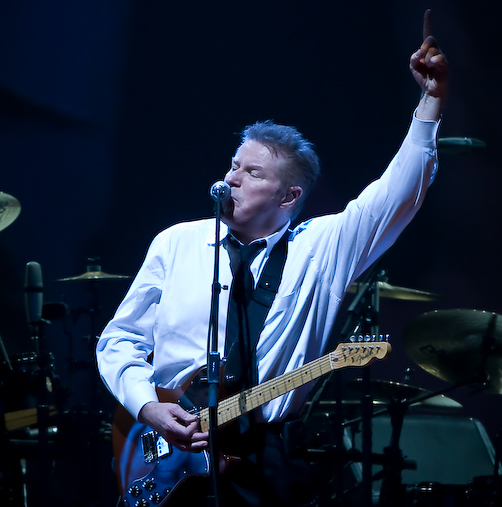
Don Henley escreveu a letra de "Hotel California" com Frey.

### Composição
Don Felder desenvolveu uma versão demonstrativa do instrumental, em uma casa alugada em Malibu. Com uma máquina de ritmos Rhythm Ace, ele gravou as faixas básicas e adicionou um violão de doze cordas em um gravador de quatro pistas. Depois acrescentou uma linha de baixo e ofereceu a Don Henley e Glenn Frey uma cópia da gravação. Felder disse que Bernie Leadon, que o apresentara aos Eagles, o aconselhou a fazer fitas das músicas que escrevia para a banda, para que demais membros do grupo, como Henley — cuja especialidade é escrever letras — pudessem colaborar com a finalização daquelas que gostassem. As demos que fazia eram sempre instrumentais e, em cada projeto, ele apresentaria quinze ou dezesseis ideias. A demonstração desenvolvida por Felder, influenciada pela música latina e reggae, chamou a atenção de Henley, que disse ter gostado da música que "soa como um reggae ou bolero", e deu à música seu primeiro título, "Mexican Reggae". A revista Record World disse que "um sabor suave de reggae permeia a melodia".
Tanto Frey quanto Henley se interessaram pela melodia após ouvirem a demonstração, e passaram a elaborar o conceito das letras. Em 2008, Felder descreveu esse processo de composição da seguinte forma:
Don Henley e Glenn escreveram a maior parte das palavras. Todos nós meio que dirigimos para Los Angeles à noite. Nenhum de nós era da Califórnia, e se você dirigir para Los Angeles à noite... você pode ver apenas um brilho no horizonte de luzes, e as imagens que começam a passar pela sua cabeça de Hollywood e todos os sonhos que você tem, então era meio que sobre isso... que começamos a escrever a música.
Observando como o The Beverly Hills Hotel havia se tornado um ponto focal, literal e simbólico, de suas vidas naquela época, Henley escolheu o tema "Hotel California". Henley contou sobre sua experiência pessoal e profissional em Los Angeles: "Estávamos tendo uma educação extensiva, na vida, no amor, nos negócios. Beverly Hills ainda era um lugar mítico para nós. Nesse sentido, tornou-se algo como um símbolo, e o 'Hotel' era o locus de tudo o que LA significava para nós. Em uma frase, eu resumiria como o fim da inocência, primeira parte."
Frey criou um cenário cinematográfico de uma pessoa que, cansada de dirigir uma longa distância no deserto, avistou um local para descansar à noite, mas entrou "em um mundo estranho povoado por personagens estranhos", e ficou "rapidamente assustada pela sensação claustrofóbica de estar presa em uma teia perturbadora da qual talvez nunca conseguisse escapar". Em uma entrevista com Cameron Crowe, Frey disse que ele e Henley queriam que a música "começasse como um episódio de The Twilight Zone", e acrescentou: "Pegamos esse cara e o tornamos como um personagem em The Magus, toda vez que ele entra por uma porta há uma nova versão da realidade. Queríamos escrever uma música como se fosse um filme." Frey descreveu a música, em uma entrevista com Bob Costas da NBC, como uma montagem cinematográfica "de um tiro para a frente... uma imagem de um cara na estrada, uma imagem do hotel, o cara entra, a porta se abre, pessoas estranhas". Frey continuou: "Decidimos criar algo estranho, apenas para ver se conseguíamos." Com base na ideia de Frey, Henley escreveu a maior parte das letras e buscou inspiração em filmes, teatro e dirigindo-se ao deserto.
Parte das letras, como "Her mind is Tiffany-twisted, she got the Mercedes bends / She got a lot of pretty pretty boys she calls friends", são baseadas na separação de Henley de sua namorada Loree Rodkin. De acordo com as notas de capa de Frey para The Very Best Of, o uso da palavra steely na letra, "They stab it with their steely knives, but they just can't kill the beast", foi uma referência jocosa à banda Steely Dan, que incluiu o verso "Turn up the Eagles, the neighbors are listening" em sua música "Everything You Did". Frey também declarou que a ousadia das letras do Steely Dan e sua disposição para ir "além" inspiraram a escrita de "Hotel California", e que a música que eles escreveram tinha "alcançado a ambiguidade perfeita.".

### Gravações
Os Eagles gravaram a faixa três vezes diferentes, com Don Henley como vocalista principal: duas vezes no Record Plant, em Los Angeles, e outra no Criteria Studios em Miami. Primeiramente, eles gravaram um riff, mas, na hora de gravar o vocal, perceberam que estava em uma tonalidade muito alta para a voz de Henley, então Felder abaixou progressivamente a tonalidade de Mi menor para Si menor. Todavia, consideraram a segunda gravação muito acelerada. Em Miami, a banda ajustou a instrumentação, as letras e gravou várias versões completas. Foram selecionadas as cinco ou seis melhores, e as melhores partes foram combinadas em edição para criar a versão final. Segundo o produtor Bill Szymczyk, foram feitas 33 edições na fita master de duas polegadas. A seção final apresenta uma batalha de guitarras entre Joe Walsh (que substituiu Bernie Leadon sua saída da banda em 1975) e Felder, o que levou os dois a trabalharem juntos por cerca de três dias para alcançarem a precisão necessária. Walsh e Felder começaram improvisando, mas Henley insistiu que a gravação deveria seguir a música como foi originalmente gravada na demonstração. No entanto, segundo Szymczyk, as improvisações de Walsh e Felder fizeram parte da versão final da música, com o produtor unindo diferentes trechos das guitarras de Walsh e Felder enquanto eles harmonizavam arranjos de guitarra no estúdio.
Henley decidiu que a música deveria ser lançada como um single, embora Felder tivesse dúvidas e a gravadora relutasse em lançá-la porque, com mais de seis minutos, era muito mais extensa do que as músicas geralmente tocadas nas estações de rádio. A banda se posicionou e recusou o pedido da gravadora para encurtá-la. A música foi lançada como o segundo single do álbum, após "New Kid in Town". A capa frontal de algumas edições estrangeiras do single foi uma versão reeditada da capa do LP Hotel California, que usa uma fotografia do The Beverly Hills Hotel por David Alexander, com design e direção de arte de John Kosh.

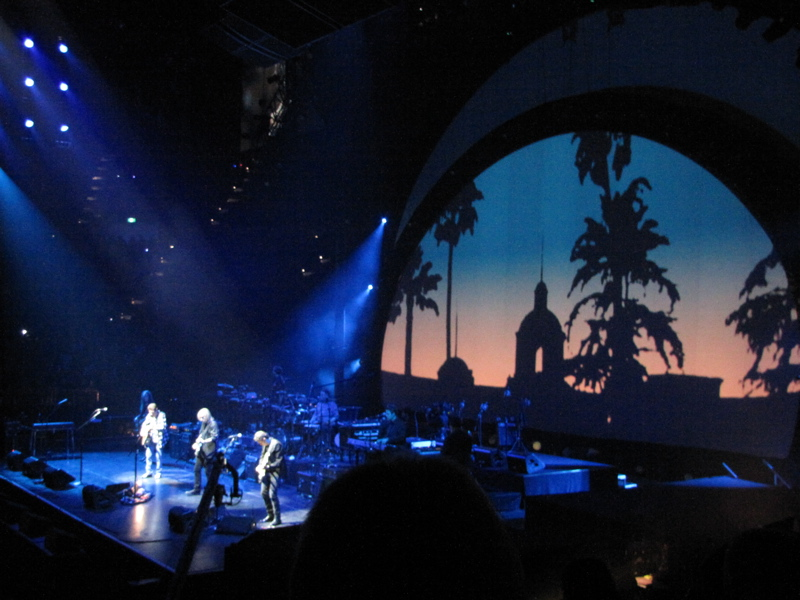
The Eagles apresentando "Hotel California" na Austrália durante a turnê Long Road Out of Eden Tour

Como "Hotel California" se tornou uma das músicas mais populares do grupo e uma parte comum das apresentações da banda, também foram lançadas gravações ao vivo. A primeira delas fez parte do álbum ao vivo dos Eagles, de 1980, e uma versão acústica, com uma introdução estendida, é uma faixa no CD e no vídeo do concerto de reunião de 1994 Hell Freezes Over. A versão Hell Freezes Over é executada com oito violões e tem recursos sonoros de características espanholas, com o arranjo e a introdução inspirados no flamenco de Felder.
Um videoclipe da música, filmado no Capital Centre em março de 1977, foi exibido pela primeira vez na USA Network como parte do programa Night Flight em agosto de 1985. Este vídeo continuaria a ser exibido na VH1.

### Desempenho nas paradas
"Hotel California" estreou pela primeira vez no ranking da Billboard Hot 100 em 26 de fevereiro de 1977, e liderou a parada de singles Hot 100, por uma semana, em maio de 1977, sendo a quarta música da banda a alcançar primeiro lugar nessa tabela. Alcançou a posição de número dez na tabela Easy Listening em abril de 1977. A Billboard a classificou como a 19ª música na sua lista de singles pop do ano de 1977. Três meses após o seu lançamento inicial, o single foi certificado como Ouro pela Recording Industry Association of America (RIAA), após vender um milhão de cópias. Em 2009, a música recebeu uma certificação adicional de Platina (Digital Sales Award) pela RIAA por vendas de um milhão de downloads digitais, e desde então vendeu mais de três milhões de unidades.

### Aclamação
Os Eagles ganharam o Grammy Award de 1977 de Gravação do Ano por "Hotel California" na 20.ª edição da premiação, em 1978. A Cash Box afirmou que "as harmonias luxuriantes estão presentes, é claro, junto com guitarras rítmicas suaves e inflexões vocais que adicionam um sabor caribenho" e "as harmonias de guitarra de várias faixas... encerram a canção com melodrama".
A música é muito bem avaliada em diversas listas e pesquisas de música rock. A revista Rolling Stone a classificou como número 49 em sua lista das "500 Melhores Músicas de Todos os Tempos". Ela foi nomeada uma das 500 Músicas do Rock and Roll Hall of Fame que Moldaram o Rock and Roll. Na introdução dos Eagles no Rock and Roll Hall of Fame em 1998, todos os membros e ex-membros da banda se reuniram para tocar "Hotel California" e "Take It Easy".
O solo de guitarra da música foi eleito o melhor de todos os tempos pelos leitores da revista Guitarist em 1998, e foi classificado como o 8º melhor solo de guitarra pela revista Guitar Magazine's Top 100 Guitar Solos. A música também foi incluída no jogo musical Guitar Hero World Tour. Foi classificada como número 1 na lista das melhores músicas de guitarra de doze cordas de todos os tempos pela revista Guitar World em 2015.

## Temas e interpretações
Glenn Frey disse que originalmente "decidimos criar algo estranho, só para ver se conseguiríamos fazê-lo," e que a música pretendia imitar cenas do romance The Magus, de John Fowles, sobre um homem em um ambiente rural desconhecido que está inseguro sobre o que está vivenciando.
Don Henley deu várias explicações sobre a música, que vão desde "uma jornada da inocência à experiência" até "uma declaração sociopolítica." Em uma entrevista à Rolling Stone, Henley disse que a música era destinada a ser "mais uma peça simbólica sobre a América em geral," e acrescentou, "liricamente, a música lida com temas tradicionais ou clássicos de conflito: escuridão e luz, bem e mal, juventude e velhice, o espiritual versus o secular. Eu acho que você poderia dizer que é uma música sobre a perda da inocência."
A música foi descrita como sendo "toda sobre a decadência e a exaustão americana, dinheiro demais, corrupção, drogas e arrogância; humildade e coração demais." Também foi interpretada como uma alegoria sobre hedonismo, autodestruição e ganância na indústria musical do final dos anos 1970. Henley chamou isso de "nossa interpretação da alta vida em Los Angeles," e mais tarde disse, "Não é realmente sobre a Califórnia; é sobre a América. É sobre o lado obscuro do sonho americano. É sobre o excesso, é sobre o narcisismo. É sobre a indústria da música... Pode ter um milhão de interpretações." No documentário de 2013, History of the Eagles, Henley reiterou:

Em quase todos os álbuns que fizemos, havia algum tipo de comentário sobre a indústria musical e sobre a cultura americana em geral. O hotel em si pode ser interpretado como uma metáfora não apenas para a mitologia do sul da Califórnia, mas para a mitologia que é o Sonho Americano, porque é uma linha tênue entre o Sonho Americano e o pesadelo americano.
Em uma entrevista de 2009, o crítico de música do The Plain Dealer, John Soeder, perguntou a Henley se ele se arrependia de escrever os versos "So I called up the captain / 'Please bring me my wine' / He said, 'We haven't had that spirit here since 1969" porque vinhos são fermentados enquanto aguardentes são destiladas. Henley respondeu:

Obrigado pela aula e, não, você não é o primeiro a chamar minha atenção para isso - e você não é o primeiro a interpretar completamente errado a letra e perder a metáfora. Acredite em mim, consumi álcool suficiente ao longo da minha vida para saber como ele é feito e qual é a nomenclatura correta. Mas esse verso na música tem pouco ou nada a ver com bebidas alcoólicas. É uma declaração sociopolítica. Meu único arrependimento seria ter que explicá-lo em detalhes para você, o que derrotaria o propósito de usar dispositivos literários na composição de músicas e rebaixaria a discussão para uma discussão boba e irrelevante sobre processos químicos.
Em sua Encyclopedia of Great Popular Song Recordings, Volume 1, Steve Sullivan teoriza que o "espírito" que o Hotel California não tinha desde 1969 se refere ao espírito do ativismo social dos anos 1960 e como o disco e a música pop, dos meados dos anos 1970, se afastaram dele.

### Teorias
O caráter metafórico da história narrada nas letras inspirou várias interpretações especulativas. Na década de 1980, o reverendo Paul Risley, da Cornerstone Church em Burlington, Wisconsin, alegou que "Hotel California" se referia a um hotel de São Francisco que foi comprado por Anton LaVey e convertido em sua Igreja de Satã. A música também supostamente continha mensagens subliminares sobre o satanismo. Em uma entrevista de 2019, Don Felder negou tais alegações e reafirmou que a música era sobre "a indústria de Los Angeles, como ela pode ser menos do que bonita." Outros rumores sugeriram que o Hotel California era o Hospital Estadual de Camarillo, que foi fechado em 1997 e reconvertido na Universidade do Estado da California nas Ilhas do Canal.
O termo colitas no primeiro verso ("warm smell of colitas, rising up through the air") foi interpretado como gíria sexual ou uma referência à maconha. Colitas significa "pequenas caudas" em espanhol; na gíria mexicana, refere-se aos brotos da planta de canábis (maconha). De acordo com Glenn Frey, o "cheiro quente" de "colitas ... significa caudas pequenas, o topo da planta." O empresário dos Eagles, Irving Azoff, parece endossar a hipótese da maconha; no entanto, Felder disse: "As colitas são uma planta que cresce no deserto e floresce à noite, e tem esse tipo de cheiro forte, quase excêntrico. Don Henley criou muitos dos versos dessa música, inclusive a parte que menciona colitas."
Outras interpretações da música incluem vício em heroína e canibalismo. Sobre as várias interpretações, Henley disse: "Algumas das interpretações mais selvagens dessa música foram surpreendentes. Era realmente sobre os excessos da cultura americana e sobre certas garotas que conhecíamos. Mas também tratava do equilíbrio delicado entre arte e comércio."

## Estrutura harmônica
A progressão harmônica da introdução e dos versos consiste em oito compassos, cada um atribuído a um único acorde. Sete acordes diferentes são usados nos oito compassos. Após o início da música, um acorde é repetido apenas no último compasso. A música começa na tonalidade de Si menor. A presença de Mi maior sugere uma pista do modo dórico de Si.
Os acordes são tocados da seguinte forma:
Si menor;- Fá♯7 - Lá - Mi - Sol - Ré - Mi menor - Fá♯7
ou
i - V7 - VII - IV - VI - III - iv - V7
A sequência de oito compassos é repetida na introdução, para cada verso e na conclusão, fornecendo a estrutura harmônica para todo o longo solo de guitarra dupla no final da música. Uma explicação da progressão é que ela é uma progressão de acordes flamenca comum chamada "progressão espanhola" (i - VII - VI - V em um contexto frígio) que é intercalada com quintas consecutivas. Com seu padrão de ostinato descendente, poderia ser considerado um fandango, um precursor da forma de chacona barroca.
Essa sequência de acordes não é comum, e Ian Anderson do Jethro Tull apontou uma semelhança com sua música "We Used to Know", do álbum Stand Up, um sucesso internacional que alcançou o primeiro lugar nas paradas de álbuns do Reino Unido e o 20º lugar na parada de álbuns da Billboard nos EUA, sugerindo que os Eagles a ouviram no álbum ou quando excursionaram juntos. Embora os Eagles tenham aberto uma apresentação do Jethro Tull em junho de 1972, Don Felder, que escreveu a música, não se juntou à banda até 1974 e não teria estado nos bastidores de seus concertos. Felder disse que nunca ouviu "We Used to Know" e que não conhecia o Jethro Tull, exceto pelo fato de o líder tocar flauta. Anderson indicou que seus comentários sobre as semelhanças entre as músicas eram uma brincadeira e disse: "Não é plágio. É apenas a mesma sequência de acordes. Está em uma métrica diferente, tom diferente, contexto diferente. ... Progressão harmônica - é quase uma certeza matemática que você vai encontrar a mesma coisa mais cedo ou mais tarde se estiver dedilhando alguns acordes em um violão."
O refrão usa cinco dos sete acordes do verso, estruturados com a melodia de uma forma que insinua uma mudança de tom de si menor para seu tom maior relativo, Ré.
G–D–F♯7–Bm–G–D–Em–F♯7
ou assumindo uma tonalidade de Ré:
IV–I–III7–vi–IV–I–ii–III7

## Versõescoversnotórias
Os seguintes músicos ou grupos produziram versões cover de Hotel California
- O grupo The Orb, sob o nome de Jam on the Mutha, que alcançou a posição n.º 62 no Reino Unido em 1990.[68][69]
- Os Gipsy Kings gravaram uma versão flamenco cantada em espanhol, que foi música tema no filme dos Irmãos Coen O Grande Lebowski.[70][71]
- Mike Piranha gravou a paródia "Hotel Honolulu" em 1998, satirizando superdesenvolvimento, crime e outros problemas em Oahu; a música se tornou um sucesso local no Havaí.[72]
- A banda romena Vama Veche gravou uma versão com letra diferentes, intitulada "Hotel Cişmigiu", cantada em romeno.[73]
- The Cat Empire gravou uma versão em francês intitulada "L'hotel de Californie", e está incluída no álbum de compilação de 2005, bem como no álbum ao vivo da banda de 2003 On the Attack.[74]
- The Killers e Rhythms del Mundo colaboraram em sua versão afrocubana para a caridade de 2009 Artists' Project Earth, e ela apareceu no álbum Rhythms del Mundo Classics.[75]
- Frank Ocean lançou uma música que utiliza a faixa instrumental inteira de "Hotel California" em sua mixtape Nostalgia, Ultra (2011), intitulada "American Wedding".[76] Don Henley ameaçou Ocean com uma ação judicial por violação de direitos autorais.[77]
- O cantor e compositor de Hong Kong Sam Hui gravou a música em 1977,[78] e Peter Lai e ele também amostraram parte da introdução da música em uma música original chamada "Modern Bodyguard" como a ponte da música.[79]

## Influência cultural
"Hotel California" e suas letras foram absorvidas pela cultura global e têm sido usadas por diversos escritores e comentaristas para refletir sobre questões que vão desde política até redes sociais e bem-estar, ou como uma observação sobre uma situação específica. Os versos "We are programmed to receive / You can check out any time you like / But you can never leave!" foram usadas por um economista para se referir a como o apelo de um país atraente para investidores estrangeiros, do tipo "Hotel California", pode ser contraposto pelo custo de saída ao deixar o país. O termo "O Efeito Hotel California" foi então usado para se referir ao efeito negativo das regulamentações financeiras sobre o investimento, e os problemas enfrentados pelos investidores estrangeiros ao retirar seu dinheiro da China. Também foi aplicado a outras ideias, como problemas ao sair de um provedor de serviços ou rede social, ou ao sair da computação em nuvem. A mesma analogia foi usada por diversos comentaristas ao considerar cenários para o Brexit, com o termo "Brexit Hotel California".
Um livro intitulado Operation Hotel California: The Clandestine War Inside Iraq foi escrito sobre a operação clandestina, nomeada com o título da canção, por equipes da CIA e das Forças Especiais dos EUA no Curdistão iraquiano durante o período que antecedeu a Guerra do Iraque.
Embora os Eagles fossem conhecidos por sua relutância em licenciar suas músicas para uso em programas, a canção foi usada em diversos filmes e programas de televisão, como The Big Lebowski (interpretada pelos Gipsy Kings), Absolutely Fabulous, American Horror Story, The Sopranos, e nos créditos finais de Shang-Chi e a Lenda dos Dez Anéis.

## Créditos
Créditos parciais de Richard Buskin e Bill Szymczyk.
- Don Felder: violão de 12 cordas, guitarra elétrica de 12 cordas,[100] vocais de apoio
- Don Henley: vocais principais, bateria,[20] percussão
- Glenn Frey: violão de 12 cordas, vocais de apoio
- Joe Walsh: guitarra elétrica,[20] vocais de apoio
- Randy Meisner: baixo,[20] vocais de apoio

## Certificações
| Região                                               | Certificação |
| ---------------------------------------------------- | ------------ |
| Dinamarca (IFPI Dinamarca)                           | Platina      |
| França (SNEP)                                        | Prata        |
| Itália (FIMI) Downloads digitais e vendas desde 2009 | 2× Platina   |
| Japão (RIAJ) Lançamento de 1996 (vendas físicas)     | Platina      |
| Nova Zelândia (RMNZ)                                 | 7× Platina   |
| Reino Unido (BPI)                                    | 3× Platina   |
| Estados Unidos (RIAA) Single físico                  | Ouro         |
| Estados Unidos (RIAA) Downloads digitais             | Platina      |

## Paradas musicais
| Parada (1977)                                 | Melhor posição |
| --------------------------------------------- | -------------- |
| Áustria (Ö3 Austria Top 75)                   | 13             |
| Bélgica (Ultratop 50 de Flandres)             | 24             |
| Canadá (RPM Top Singles)                      | 1              |
| Canadá (RPM Adult Contemporary)               | 2              |
| França (SNEP)                                 | 2              |
| Alemanha (Offizielle Deutsche Charts)         | 6              |
| Países Baixos (Dutch Top 40)                  | 8              |
| Países Baixos (Single Top 100)                | 6              |
| Nova Zelândia (Recorded Music NZ)             | 5              |
| Noruega (VG-lista)                            | 5              |
| Espanha (AFE)                                 | 3              |
| Suíça (Schweizer Hitparade)                   | 2              |
| Reino Unido (UK Singles Chart)                | 8              |
| Estados Unidos (Billboard Hot 100)            | 1              |
| Estados Unidos (Billboard Adult Contemporary) | 10             |

| Parada (2016)                                           | Melhor posição |
| ------------------------------------------------------- | -------------- |
| Estados Unidos (Billboard Hot Rock & Alternative Songs) | 6              |

| Tabela (2020–2022)           | Melhor posição |
| ---------------------------- | -------------- |
| Mundo (Billboard Global 200) | 132            |

| Parada (1977)                     | Posição |
| --------------------------------- | ------- |
| Canada Top 200 singles (RPM)      | 8       |
| Alemanha (Official German charts) | 20      |
| Países Baixos (Dutch Top 40)      | 57      |
| Países Baixos (Single Top 100)    | 52      |
| Nova Zelândia                     | 30      |
| US Billboard Hot 100              | 19      |

| Tabela (2012) | Posição |
| ------------- | ------- |
| França (SNEP) | 198     |

| Tabela (2016)                 | Posição |
| ----------------------------- | ------- |
| US Hot Rock Songs (Billboard) | 59      |

| Tabela (2021)          | Posição |
| ---------------------- | ------- |
| Global 200 (Billboard) | 126     |

| Tabela (2022)          | Posição |
| ---------------------- | ------- |
| Global 200 (Billboard) | 132     |